# 鲁道夫·施泰纳

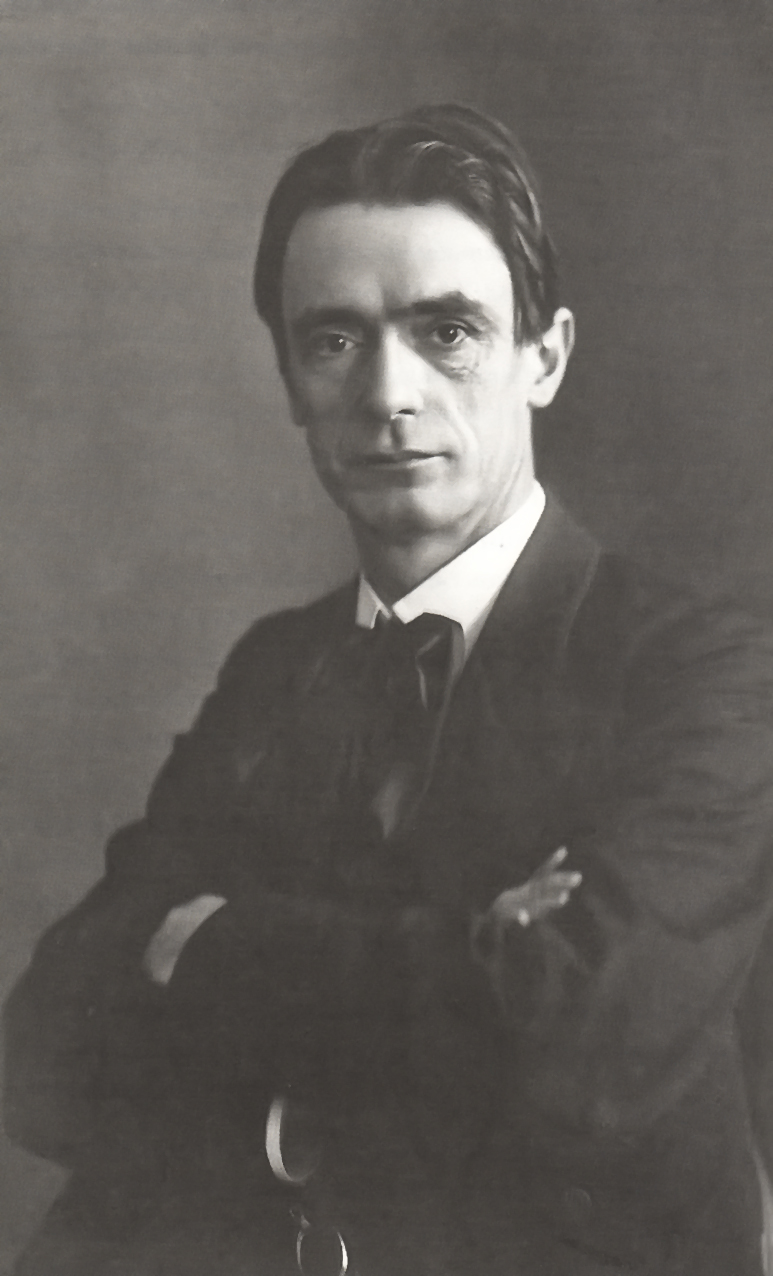
魯道夫·施泰纳，攝影於1905年

魯道夫·史代納（Rudolf Steiner，1861年2月27日—1925年3月30日），又译斯坦纳，是一位奧地利的哲學家、改革家、建築師和教育家，也是華德福教育的始創人。

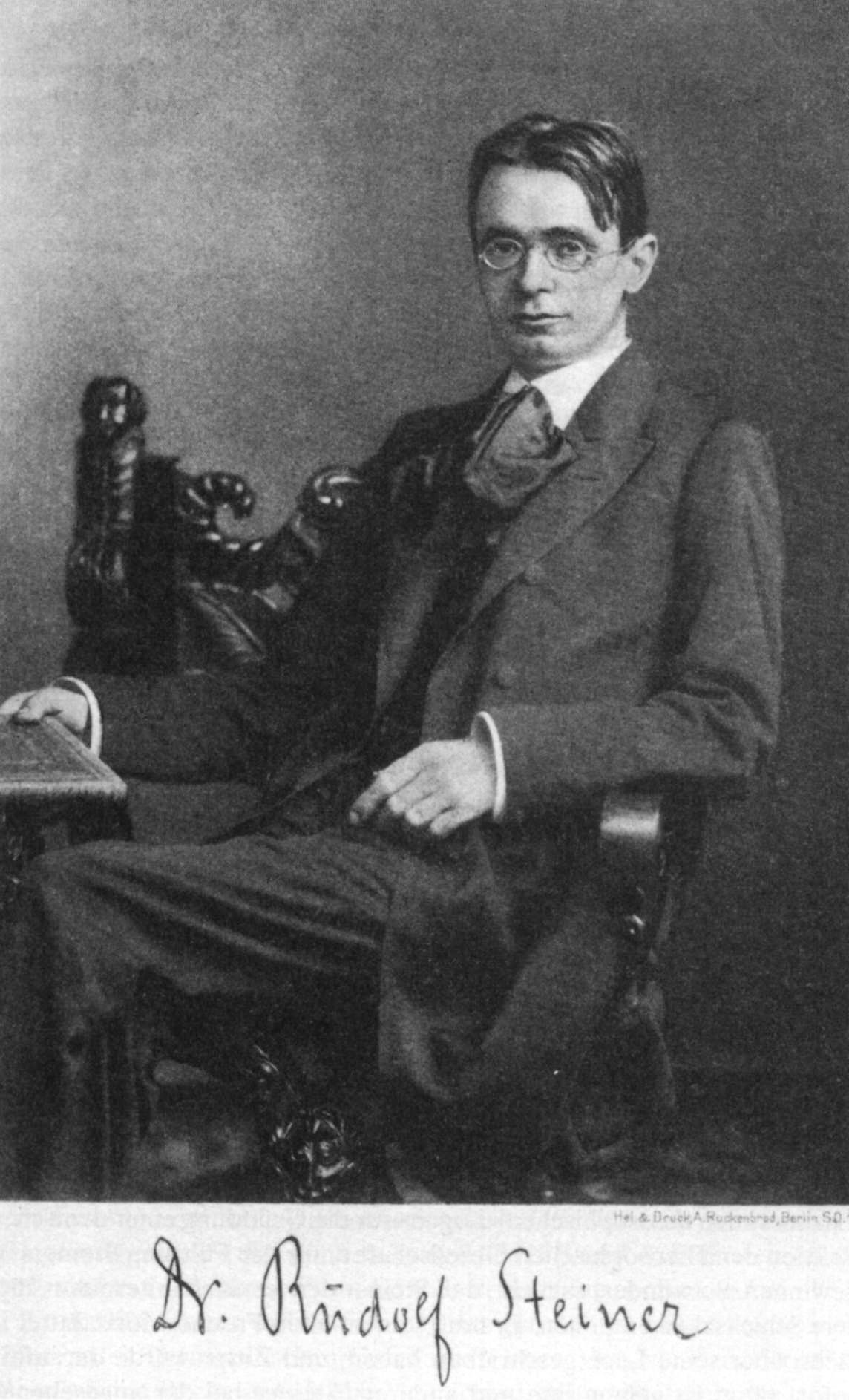
1900年左右的魯道夫·史代納

## 生平
魯道夫·史代納出生於奧匈帝國克拉列維察的一个普通家庭，父親約翰·史代納（Johann Steiner, 1829–1910）是鐵路公務員；母親名叫法蘭契絲卡·玻利爾（Franziska Steiner, 1834–1918）。妹妹李歐波蒂妮（Leopoldine, 1864–1927）是裁縫，與父母共住直到終老；弟弟古斯塔夫（Gustav, 1866–1941）甫出世便喪失聽覺。由於父親工作之故，全家須經常在下奧地利邦境內搬家。

史代納就讀小學期間，便開始獨立自修，求取知識，尤其對幾何學感興趣。他自稱 16 歲那年已經閱讀德國大哲學家康德的之作品《純粹理性批判》。實用中學畢業後，史代納獲得一筆獎學金足供資助他在維也納科技大學就讀四年（1879-1883）。大学期间，他攻讀中學數學與自然科學教育，同時到維也納大學旁聽哲學、文學和歷史相關的課程。由於獎學金的資助年限使得史代納在1883年中斷學業。直到1891年他才在亨利希‧馮史坦（Heinrich von Stein）的指導下以論文《認知理論的基本問題》（Die Grundfrage der Erkenntnistheorie，後來增加此論文的內容後，由 Wahrheit und Wissenschaft 以《真理與學問》的書名出版）在羅斯托克大學獲得博士學位。

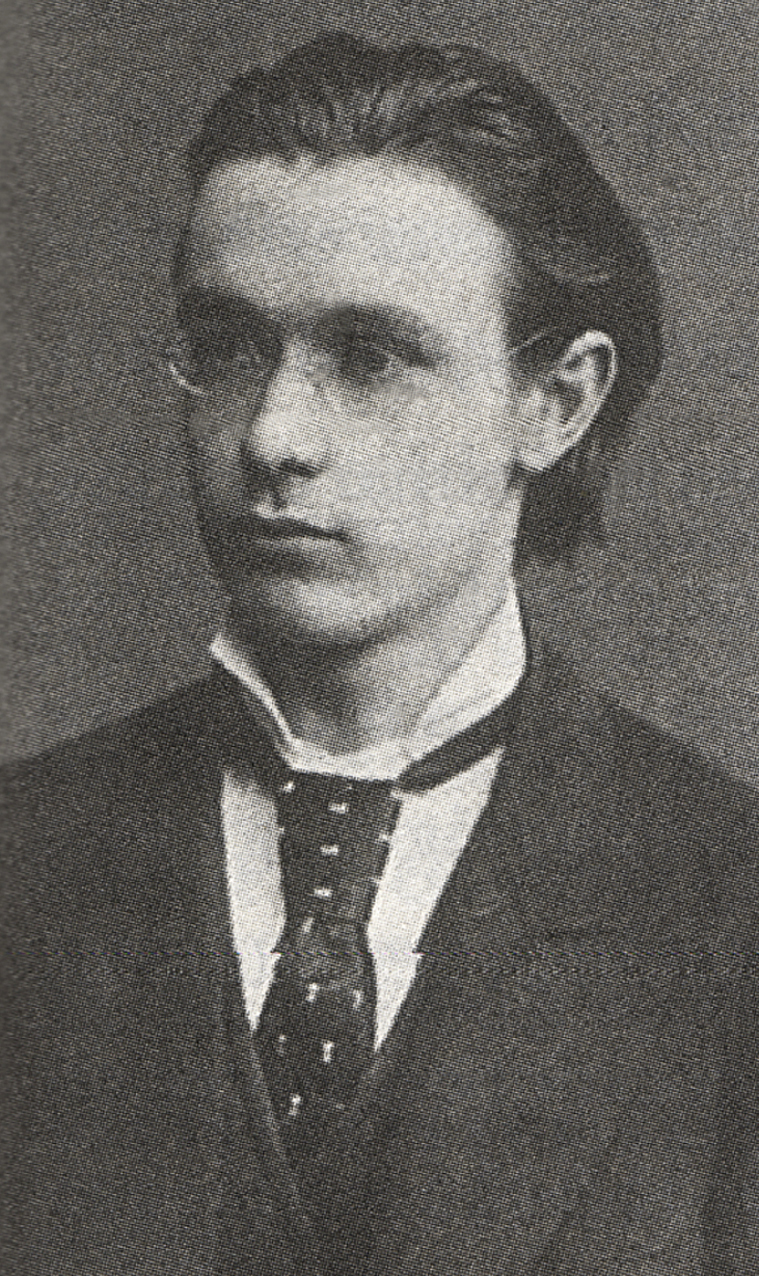
21歲當學生的史代納，大約1882年。

史代納創立的人智學，帶有充滿靈智的世界觀，用人的本性、心靈感覺和獨立於感官的純思維與理論解釋生活，這種想法可溯及十九、二十世紀交替之際，歐洲人對神秘學的復興。這股神秘學運動可說滋養著史代納，同時也讓史代納的想法更具影響力。史代納所開啟的「人智學」運動，影響所及不僅止於較為人知的（華德福教育），同時在藝術（優律思美、人智學建築）、醫學（人智學醫學）和農業（生物動力農法），甚至金融業都有痕跡。此外，史代納潛心於科學，編輯了歌德的科學著作，並深受其影響。在「自由的哲學」（Die Philosophie der Freiheit，1894年）一書中轉而鑽研哲學；在他編輯的「文學期刊」中又探討文學。
1913年，在多納什城（Dornach）成立第一個哥德學園—一所文科學校。同時還在1919年創始華德福（Waldorf）學校運動，建立了許多為殘疾兒童、數學與科學研究、醫學、農業及為培養講演、音樂和戲劇方面人才的研究所。
史代納到處講演、著述。作品有「歌德的世界觀」（Goethes Weltanschauung，1897年）、「神智學」（Theosophie，1904年）及自傳體的「我的生活道路」（Mein Lebensgang，1924年）。卒於瑞士多納什城。

### 早期的史代納
1882年至1897年當史代納還在唸大學的時候，他同時也在編輯一本名為《歌德》的科學著作。在這段期間，他忙碌於編輯此書的兩種版本，一個是約瑟夫·庫爾施納著作的「德意志民族文學」版本，另一個是之後從1890年起，為位於威瑪，公爵夫人恩尼絲汀剛成立的歌德與席勒檔案館撰寫Sophie版本，這的版本今日是以威瑪版聞名。年輕的史代納將他的註釋視為哲學的倡議，以及能幫助讀者理解文章，勝過於只能解釋作品如何形成的註腳。他編輯的「歌德」得到對語文學研究多年的維也納德語系教授卡爾·朱利葉斯·施勒爾的幫助而得以完成。儘管對於斯坦納有些特別的批評，部分甚至是錯誤的評論，他還是經由他的編輯作品而廣為人知。在約瑟夫·庫爾施納寫的「1895年以來的德意志文學月曆」裡，史代納的介紹也佔了八行之多。

### 神學階段
在編輯工作結束後，在威瑪時期已經演講過許多不同主題的史代納於1900年成為一個更專業的演講者。一直到他死前的二十五年之間，他總共演講過大約六千次。一開始他的講稿由他與他的學生一起撰寫，後來固定都由專業的速記員來記錄，並且編輯成書。這些著作佔了史代納現存作品的一大部分。
從1899到1904年，史代納在一所柏林勞工教育學校（Berliner Arbeiter-Bildungsschule）上課。熟識尼采的史代納，在1900年尼采死後被視為尼采代言人的演講者。1900年秋天他被一位柏林的伯爵凱·馮·布羅克多夫邀請至他的神學圖書館作關於尼采的演講。他還參與了許多其他主題的演講，並且很快就獲得他一直以來拒絕與其為敵的神學家們的支持，成為他的重要聽眾。當1902年一個德意志神智學社團成立時，史代納接下了主席的位置。
這個神智學社團是一個秘密的、名聲不好的組織，其中以1891年過世的創立者海倫娜·布拉瓦茨基的教師為重心。布拉瓦茨基在世的時候就已經被人指責他和轟動一時的召喚魔鬼騙人詭計有所牽連。藉由東方哲學他成為具有廣泛影響力的神祕學代表。他的追隨者安妮·貝贊特也特別傾向印度教，並且在之後嘗試將印度人克里希那穆提塑造成救世主。

### 晚年

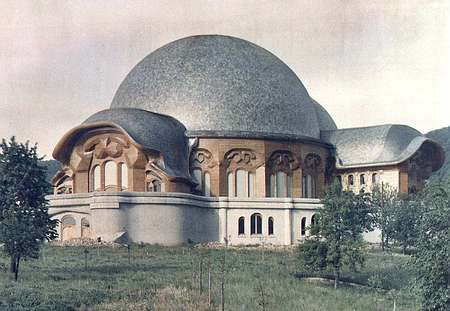
多納什的第一間歌德紀念館 （1914年到1922年）

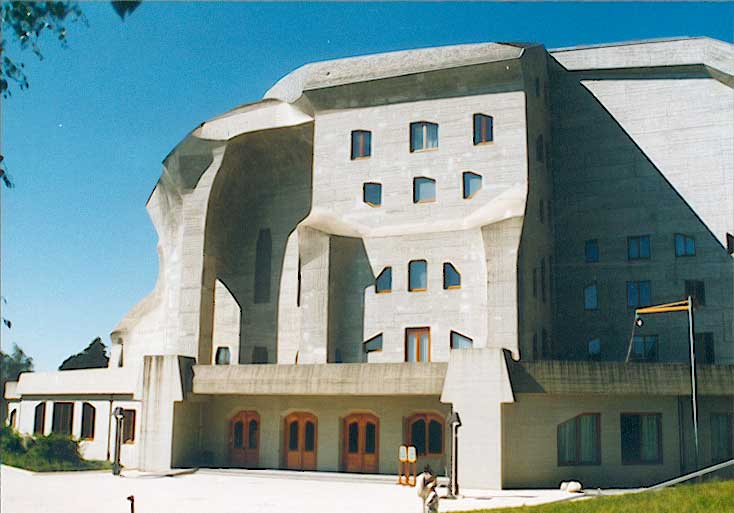
多納什的第二間歌德紀念館 （1928年至今）

在神智學中斷後，史代納改變他的學說範圍。當時「人智學」基本上還只是一個另外的名稱，是他直到被神智學社團開除之前用來代替神智學的學說。他的兩本書《神智學》和《奧秘科學大綱》（Geheimwissenschaft im Umriß, 1910）在這方面被當作人智學的基本教材。今日在史代納作品的新版次裡面，神智學的名稱都被人智學或靈性科學所取代。
史代納在晚年轉向藝術和建築。1910至1913年他的四齣「神秘戲劇」在慕尼黑首演。從1913至1922年在他的領導之下，在巴塞爾附近的多納什成立了歌德紀念館作為人智學社團的中心，以及思想科學自由大學（Freien Hochschule für Geisteswissenschaft）。木造的歌德紀念館在1922至1923年的除夕夜被焚毀之後，史代納設計了一個更大的、由混凝土建造的第二座歌德紀念館，這座紀念館直到1928年史代納去世後才建好。
史代納在第一次世界大戰前後已與政治家們展開交流，並且試著在戰爭結束後影響政治；因此，他在1919年出版由賀曼‧巴爾、赫爾曼·黑塞及布魯諾·華爾特所共同署名的〈對德意志民族與世界的呼籲〉（Aufruf an das deutsche Volk und an die Kulturwelt）。戰爭的負債是史代納所特別關心的議題，因此他也在1919年主編一本名為《戰爭的罪孽》（Die Schuld am Kriege）的修正主義小冊子，並由時任參謀總部司令的赫爾穆特·卡爾·貝恩哈特·馮·毛奇撰文。在反對德國敗戰債務的抗爭下，史代納甚至寫了一篇陰謀論文章來支持其主張；在裡頭他將第一次世界大戰的過錯歸罪於猶太人，該文因此也隨後被納粹份子吸收，特別是對神秘學感興趣的海因里希·希姆萊。

## 影響與評論
史代納在他轉為研究神智學的時候逐漸有名起來，他的演講總是坐滿了聽眾。他的巡迴演講部分是由一家柏林的經紀公司來負責規劃，例如在1921至1922年斯坦納的知名度達到最高峰的時候，名為Wolf-Sachs的巡迴演講。由於來聽演講的人潮眾多，有時候需要警力來維持秩序。新自由報報導他的演講場場門票都售盡，並且「長達數分鐘的拍手鼓掌與喝采」。史代納對群眾產生了強烈的影響。他激起影響深遠的思想啟發，甚至招來部份偏好論戰的排斥。專業的學者對斯坦納大多持保留態度，不少人採取保持距離或諷刺的立場，甚至也有人在一旁幸災樂禍竊笑。在當時的報紙上經常出現斯坦納被評為「江湖騙子」的報導。
史代納在當時已引起廣泛的爭論。爭論的重點尤在人智學的科學性。反對的代表主要是任教大學科學系所的教授，他們強烈抨擊他基督學說裡的諾斯替教派成份，此外亦有人認為他的論點恐有種族主義的疑慮。

## 作品
史代納的作品共可分類為36冊、約6000份的演講稿與建築和藝術的文章。其中大部分的演講是速記員與聽眾共同寫成的，這些演講稿首先是由私人印行並刊登在雜誌上。

## 延伸阅读
- Almon, Joan （ed.） Meeting Rudolf Steiner, firsthand experiences compiled from the Journal for Anthroposophy since 1960, ISBN 0-9674562-8-2
- Anderson, Adrian: Rudolf Steiner Handbook, Port Campbell Press, 2014, ISBN 978-0-9581341-2-5
- Childs, Gilbert, Rudolf Steiner: His Life and Work, ISBN 0-88010-391-4
- Davy, Adams and Merry, A Man Before Others: Rudolf Steiner Remembered. Rudolf Steiner Press, 1993.
- Easton, Stewart, Rudolf Steiner: Herald of a New Epoch, ISBN 0-910142-93-9
- Hemleben, Johannes and Twyman, Leo, Rudolf Steiner: An Illustrated Biography. Rudolf Steiner Press, 2001.
- Kries, Mateo and Vegesack, Alexander von, Rudolf Steiner: Alchemy of the Everyday, Weil am Rhein: Vitra Design Museum, 2010. ISBN 3-931936-86-4
- Lachman, Gary, Rudolf Steiner: An Introduction to His Life and Work, 2007, ISBN 1-58542-543-5
- Lindenberg, Christoph, Rudolf Steiner: Eine Biographie （2 vols.）. Stuttgart, 1997, ISBN 3-7725-1551-7
- Lissau, Rudi, Rudolf Steiner: Life, Work, Inner Path and Social Initiatives. Hawthorne Press, 2000.
- McDermott, Robert, The Essential Steiner. Harper Press, 1984
- Prokofieff, Sergei O., Rudolf Steiner and the Founding of the New Mysteries. Temple Lodge Publishing, 1994.
- Seddon, Richard, Rudolf Steiner. North Atlantic Books, 2004.
- Shepherd, A. P., Rudolf Steiner: Scientist of the Invisible. Inner Traditions, 1990.
- Schiller, Paul, Rudolf Steiner and Initiation. SteinerBooks, 1990.
- Selg, Peter, Rudolf Steiner as a Spiritual Teacher. From Recollections of Those Who Knew Him, SteinerBooks Publishing, 2010.
- Sokolina, Anna, ed. Architecture and Anthroposophy. 2 editions. 268p. 348 ills. （In Russian with the Summary in English.） Moscow: KMK, 2001 ISBN 5873170746; 2010 ISBN 5873176604
- Tummer, Lia and Lato, Horacio, Rudolf Steiner and Anthroposophy for Beginners. Writers & Readers Publishing, 2001.
- Turgeniev, Assya, Reminiscences of Rudolf Steiner and Work on the First Goetheanum, ISBN 1-902636-40-6
- Villeneuve, Crispian, Rudolf Steiner: The British Connection, Elements from his Early Life and Cultural Development, ISBN 978-1-906999-29-2
- Wachsmuth, Guenther, The Life and Work of Rudolf Steiner: From the Turn of the Century to his Death, Whittier Books 1955.
- Welburn, Andrew, Rudolf Steiner's Philosophy and the Crisis of Contemporary Thought, ISBN 0-86315-436-0
- Wilkinson, Roy, Rudolf Steiner: An Introduction to his Spiritual World-View, ISBN 1-902636-28-7
- Wilson, Colin, Rudolf Steiner: The Man and His Vision. An Introduction to the Life and Ideas of the Founder of Anthroposophy, The Aquarian Press, 1985, ISBN 0-85030-398-2